# Otto Leverkus junior
Otto Karl Leverkus (* 22. November 1883 in Leverkusen; † 7. Oktober 1957 in Duisburg) war ein deutscher Chemieunternehmer.

## Leben
Otto Leverkus wurde als Sohn des Chemieunternehmers Otto Leverkus geboren. Nach dem Abitur am  humanistischen Gymnasium in Wiesbaden studierte er als stud. phil. an der Kaiser-Wilhelms-Universität Straßburg. Er renoncierte am 14. März 1903 bei Rhenania Straßburg, dem Corps seines Vaters. Wohl aus Studiengründen trat er am 18. Oktober 1903 wieder aus. Er wechselte an die Ludwig-Maximilians-Universität München und die Rheinische Friedrich-Wilhelms-Universität Bonn. Nachdem er am 26. Oktober 1904 bei Palatia Bonn renonciert hatte, wurde er am 1. Februar 1905 recipiert. Am 15. Januar 1906 inaktiviert, ging er an die Ruprecht-Karls-Universität Heidelberg. Das Studium schloss er 1909 mit der Promotion zum Dr. phil. nat. ab. Von 1910 bis 1912 studierte er an der Technischen Hochschule Hannover Ingenieurwissenschaften. Das Studium schloss er 1911 als Dipl.-Ing. ab. 1919 trat Leverkus als Chemiker in die Vereinigte Ultramarinfabriken AG vorm. Leverkus, Zeltner und Consorten ein. Er wurde 1923 Direktor und Vorstand der Gesellschaft und bestimmte über lange Zeit die Geschicke des Unternehmens. Rhenania Straßburg verlieh ihm am 29. April 1922 als Altem Herren das Band.